# 松井三四郎
松井 三四郎（まつい さんしろう、1913年11月21日 - 2006年5月2日）は、日本の木造船大工。松井造船所初代社長。滋賀県では、現役で最後の木造船大工と言われた。琵琶湖独特の木造輸送船である丸子船の、製造技術を知る最後の人物であった。

## 生涯
1913年に滋賀県で生まれる。尋常小学校を卒業。12歳で堅田の杢兵衛造船所に入社し、船大工の修行を始める。20歳で棟梁になり、1933年〜1934年の間に数隻の丸子船の製造を手掛けた。1940年に、堅田木工所を設立するが、9年後に閉鎖。1950年に、現在も残る松井造船所を設立する。
最後に丸子船を造ってから40年以上過ぎていた1995年、丸子船保存会からの依頼で、丸子船の修復を手掛けることとなった。復元は息子と3年をかけて行われた。この丸子船は、滋賀県立琵琶湖博物館の、「B展示室・人と琵琶湖の歴史」の中央に展示されている。
2006年に、急性心不全により自宅で死亡した。享年92。